# Charitomenosuchus
Charitomenosuchus is een geslacht van uitgestorven krokodilachtigen, dat leefde van het Midden-Jura (Callovien). Fossielen zijn gevonden in West-Europa. Steneosaurus leefde tijdens het Jura en het Vroeg-Krijt. Tot nu toe zijn talloze soorten van dit geslacht bevestigd, waarvan de meeste tegenwoordig als ongeldig worden beschouwd.
De typesoort Charitomenosuchus leedsi werd voor het eerst wetenschappelijk beschreven in 1909 door de Britse paleontoloog Charles William Andrews.